# Судбина једног разума
„Судбина једног разума” је југословенски телевизијски филм из 1998. године.  Режирао га је Милан Кнежевић а сценарио је написан по делу Јована Стерије Поповића.

## Радња
Др Спасић напуштајући кућу оставља у њој свој “разум”. Његови радознали послужитељи, Исајло и Манојло, покушавају да “разум” пронађу, али га не проналазе ни након темељите претраге. О томе обавештени доктор наређује интензивирање претраге...
Судбина једног разума настала је као Стеријина реплика на дело његовог савременика које му се учинило таквим као да га је писао човек кога је напустио разум.

## Улоге
| Глумац              | Улога                  |
| ------------------- | ---------------------- |
| Бранимир Брстина    | Доктор Спасић, филозоф |
| Бранислав Лечић     | Јован Стерија Поповић  |
| Ненад Јездић        | Манојло, слуга         |
| Мирко Влаховић      | Исаило, слуга          |
| Бранимир Поповић    | Др Гаврило Пекаревић   |
| Милан Богуновић     |                        |
| Љубомир Ћипранић    |                        |
| Ерол Кадић          |                        |
| Горан Кнежевић      |                        |
| Зденко Колар        |                        |
| Власта Велисављевић |                        |
| Бојана Зечевић      |                        |
| Радмила Живковић    |                        |